# Evergestis antofagastalis
Evergestis antofagastalis là một loài bướm đêm trong họ Crambidae.